# جورج کاتکارت
جورج کاتکارت (انگلیسی: George Cathcart; ۱۲ مهٔ ۱۷۹۴ – ۵ نوامبر ۱۸۵۴) فرد نظامی اهل پادشاهی متحد بریتانیای کبیر و ایرلند بود. وی همچنین برندهٔ جوایزی همچون نشان حمام شده‌است.